# Ody Fraga
Ody Fraga (Florianópolis, 15 de outubro de 1927 — São Paulo, 4 de setembro de 1987) foi um diretor de cinema, roteirista e autor de telenovelas brasileiro.

## Filmografia

### Como diretor
- 1966 - O Diabo de Vila Velha [2]
- 1967 - Vidas Nuas
- 1974 - Adultério, as Regras do Jogo
- 1974 - Macho e Fêmea
- 1975 - Amantes, Amanhã se Houver Sol
- 1975 - O Sexo Mora ao Lado
- 1976 - Quem É o Pai da Criança?
- 1978 - Reformatório das Depravadas
- 1978 - Terapia do Sexo
- 1979 - A Dama da Zona
- 1979 - E Agora José? - Tortura do Sexo
- 1980 - A Noite das Taras
- 1980 - Palácio de Vênus
- 1981 - A Fêmea do Mar
- 1981 - A Filha de Calígula
- 1981 - Aqui, Tarados!
- 1981 - O Sexo Nosso de Cada Dia
- 1982 - A Noite das Taras II
- 1982 - As Gatas, Mulheres de Aluguel
- 1982 - Fome de Sexo
- 1982 - Mulher Tentação
- 1984 - Erótica, a Fêmea Sensual
- 1984 - Tentação na Cama
- 1985 - Senta no Meu, que Eu Entro na Tua
- 1986 - Mulheres Taradas por Animais

### Como roterista
- 1960 - Conceição
- 1966 - O Diabo de Vila Velha
- 1967 - Amor na Selva
- 1967 - O Cabeleira
- 1967 - Vidas Nuas
- 1974 - Adultério, as Regras do Jogo
- 1974 - Macho e Fêmea
- 1974 - O Exorcista de Mulheres
- 1974 - O Signo de Escorpião
- 1974 - Pensionato de Mulheres
- 1975 - Amantes, Amanhã Se Houver Sol
- 1975 - O Sexo Mora ao Lado
- 1976 - Excitação
- 1976 - O Mulherengo
- 1976 - Possuídas pelo Pecado
- 1976 - Quem É o Pai da Criança?
- 1977 - As Trapalhadas de Dom Quixote e Sancho Pança
- 1977 - Dezenove Mulheres e Um Homem
- 1978 - Damas do Prazer
- 1978 - Ninfas Diabólicas
- 1978 - Reformatório das Depravadas
- 1978 - Terapia do Sexo
- 1979 - A Dama da Zona
- 1979 - Bandido, Fúria do Sexo
- 1979 - Desejo Selvagem
- 1979 - E Agora José? - Tortura do Sexo
- 1979 - Eu Compro Essa Virgem
- 1979 - Histórias que Nossas Babás não Contavam
- 1979 - Mulher, Mulher
- 1979 - O Guarani
- 1979 - Sexo Selvagem
- 1980 - A Noite das Taras
- 1980 - Bacanal (filme)
- 1980 - Bordel - Noites Proibidas
- 1980 - Corpo Devasso
- 1980 - Palácio de Vênus
- 1981 - A Fêmea do Mar
- 1981 - A Filha de Calígula
- 1981 - Anarquia Sexual
- 1981 - Aqui, Tarados!
- 1981 - O Sexo Nosso de Cada Dia
- 1981 - Pornô!
- 1982 - A Noite das Taras II
- 1982 - As Gatas, Mulheres de Aluguel
- 1982 - As Seis Mulheres de Adão
- 1982 - Fome de Sexo
- 1982 - Mulher Tentação
- 1982 - Viúvas Eróticas
- 1982 - A Fábrica das Camisinhas
- 1982 - O Prazer do Sexo

## Trabalhos na televisão
- 1973 - Vendaval. Baseado em Wuthering Heights, de Emily Brontë[3]
- 1972 - Bel-Ami. Baseado em Bel Ami de Guy de Maupassant [4]
- 1971 - O Preço de um Homem. Baseado em Senhora, de José de Alencar[5]